# Buick Rivera
Buick Rivera ist ein Roman von Miljenko Jergović. Er erschien erstmals 2002.

## Inhalt
Hasan Hujdur ist ein erfolgloser Filmregisseur, der aus Bosnien nach Toledo, Oregon ausgewandert ist. Sein wertvollster Besitz ist ein alter Buick Riviera, den er Buick Rivera nennt und der für ihn den American Dream symbolisiert. Hasans Frau Angela steht dem Wagen kritisch gegenüber, insbesondere da er zu viel Benzin verbraucht und Hasan zu viel Zeit mit ihm verschwendet. Eines Tages hat Hasan mit dem Wagen eine Panne und lernt durch Zufall Vuko, einen ehemaligen Busfahrer und bosnischen Serben, kennen, der am Pannenort anhält, ebenfalls Eheprobleme hat und gleichzeitig Hasan auf dem Nachhauseweg seine Lebensgeschichte erzählt. In Rückblenden werden auch die Lebensgeschichten der anderen Protagonisten erzählt und alle kommen gedanklich zu demselben Schluss, dass sich Bosnier und Serben eigentlich nicht hassen können. Vuko findet Gefallen an dem alten Buick, gerade, weil er herausfindet, dass Hasan den Wagen abgöttisch liebt und bietet ihm 15.000 Dollar für den Wagen. Schweren Herzens lässt sich Hasan auf das Geschäft ein. Vuko, der inzwischen den Schlüssel für seinen eigenen Geländewagen in einer Kurzschlussreaktion weggeworfen hat, findet heraus, dass der Buick keine Standheizung besitzt, so dass er nicht in dem Wagen übernachten kann. Er gerät innerlich in Wut auf Hasan. Nach einem Unwetter in Toledo ist Hasan spurlos verschwunden, Vuko setzt das Gerücht in die Welt, er habe sich in Afghanistan den Taliban angeschlossen und wird mit der Meldung reich und berühmt. Am Ende wird Toledo als verwahrloster Ort beschrieben und erwähnt, dass der Buick immer noch im Straßengraben liegt.

## Kritik
„Stupend ist die Fähigkeit von Jergović, Spannung mit Räsonnement zu verbinden und aus einer minimalistischen Szenerie zu breiter epischer Gestaltung zu finden.[…] Die Konstellation der Figuren und ihrer Konflikte ist vielfach gebrochen und von düsterer Ironie.“